# Al Atkins
Allan John Atkins, detto Al (West Bromwich, 14 ottobre 1947), è un cantante britannico, appartenente al genere hard rock.
È soprattutto noto per essere stato il fondatore dei primi Judas Priest.

## Storia
La sua carriera musicale iniziò nel 1966 cantando musica di genere blues-rock fino alla formazione del suo gruppo musicale, così chiamato dal titolo della canzone di Bob Dylan The Ballad of Frankie Lee and Judas Priest. 
Nel 1973 lasciò la band e venne rimpiazzato da Rob Halford.

## Discografia
- 1990 - Judgement Day
- 1991 - Dreams of Avalon
- 1994 - Heavy Thoughts
- 1998 - Victim of Changes
- 2007 - Demon Deceiver